# Піт Кейзер
Піт Кейзер (нід. Piet Keizer, 14 червня 1943, Амстердам — 10 лютого 2017) — нідерландський футболіст, нападник.
Насамперед відомий виступами за клуб «Аякс», а також за національну збірну Нідерландів.
Шестиразовий чемпіон Нідерландів. П'ятиразовий володар Кубка Нідерландів. Триразовий володар Кубка європейських чемпіонів. Володар Міжконтинентального кубка. Володар Суперкубка УЄФА.

## Клубна кар'єра
У дорослому футболі дебютував у 1960 році виступами за команду клубу «Аякс», кольори якої і захищав протягом усієї своєї кар'єри гравця, що тривала цілих шістнадцять років. Більшість часу, проведеного у складі «Аякса», був гравцем атакувальної ланки основного складу команди. У складі «Аякса» був одним з головних бомбардирів команди, маючи середню результативність на рівні 0,4 голу за гру першості. За цей час шість разів виборював титул чемпіона Нідерландів, ставав володарем Кубка європейських чемпіонів (тричі), володарем Міжконтинентального кубка, володарем Суперкубка УЄФА.

## Виступи за збірну
1962 року дебютував в офіційних матчах у складі національної збірної Нідерландів. Протягом кар'єри у національній команді, яка тривала 13 років, провів у формі головної команди країни 34 матчі, забивши 11 голів.
У складі збірної був учасником чемпіонату світу 1974 року у ФРН, де разом з командою здобув «срібло».

## Досягнення
- Чемпіон Нідерландів:

«Аякс»: 1965–66, 1966–67, 1967–68, 1969–70, 1971–72, 1972–73
- Володар Кубка Нідерландів:

«Аякс»: 1960–61, 1966–67, 1969-70, 1970-71, 1971-72
- Володар Кубка європейських чемпіонів:

«Аякс»: 1970–71, 1971–72, 1972–73
- Володар Міжконтинентального кубка:

«Аякс»: 1972
- Володар Суперкубка Європи:

«Аякс»: 1972, 1973
- Віце-чемпіон світу: 1974